# هلفيلة صينية
هلفيلة صينية (الاسم العلمي: Helvella chinensis) هو نوع من الفطريات يتبع جنس الهلفيلة من الفصيلة الهلفيلية.